# ویلا ولا
ویلا ولا (به پرتغالی: Vila Velha) یک منطقهٔ مسکونی در برزیل است که در اسپیریتو سانتو واقع شده‌است. ویلا ولا ۲۰۸ کیلومتر مربع مساحت و ۴۸۶٬۲۰۸ نفر جمعیت دارد.

## خواهرخوانده
شهر چینگ‌دائو خواهرخواندهٔ ویلا ولا هست.